# Папен, Жан-Батист
Жан-Батист Папен (фр. Jean-Baptiste Papin; 10 ноября 1756, Эр-сюр-л’Адур — 3 февраля 1809, Париж) — французский политик, государственный деятель, юрист, первый граф де Сен-Христо (с 1808) и Империи.

## Биография

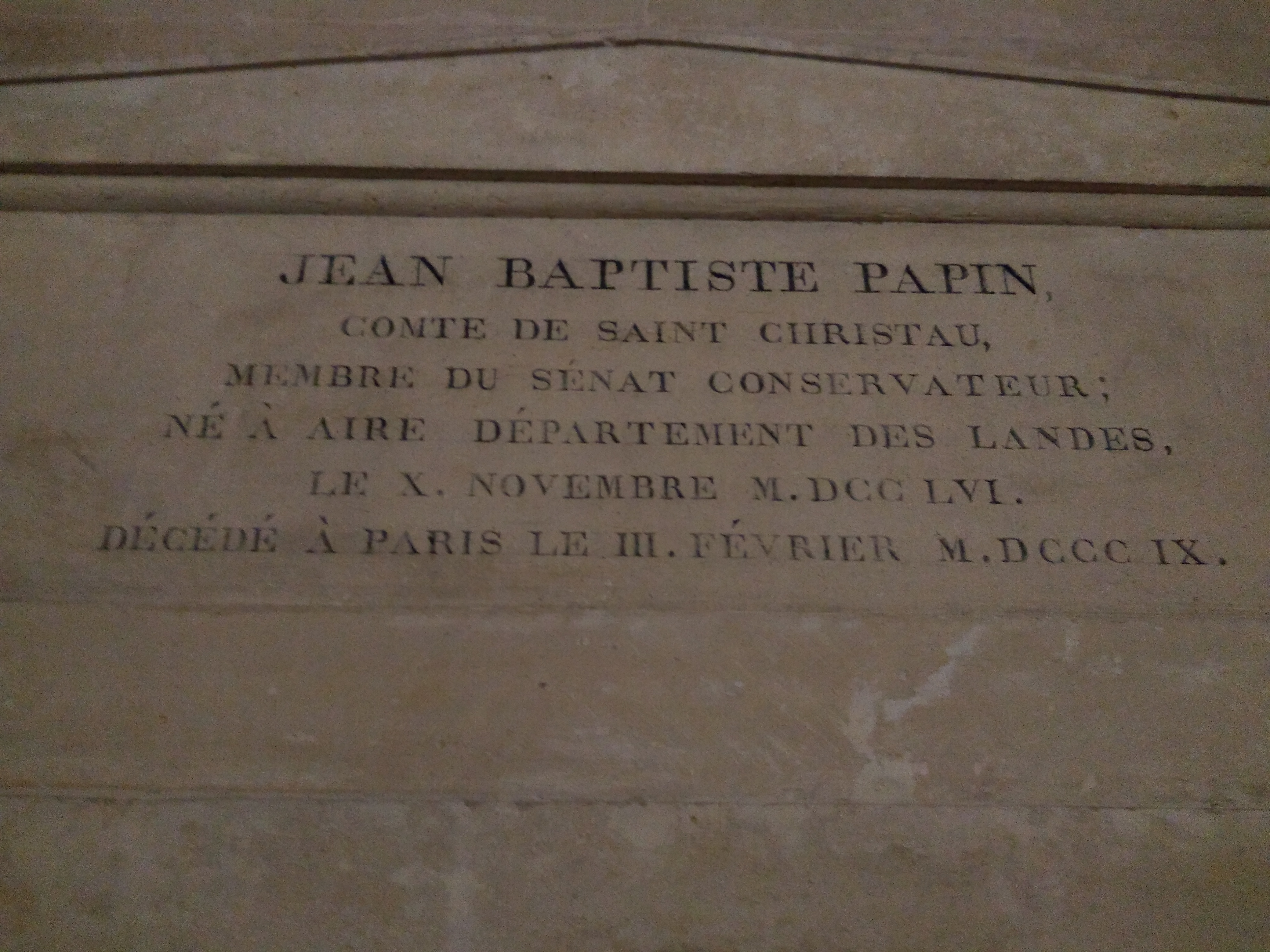
Надгробие Жана-Батиста Папена в Парижском Пантеоне

Сын адвоката. Получил юридическое образование и до Великой Французской революции занимался адвокатской практикой. 11 апреля 1797 года был избран депутатом Совета Старейшин.
В день государственного переворота 9 ноября 1799 года поддержал генерала Наполеона Бонапарта, вследствие чего 25 декабря 1799 года был назначен членом Законодательного корпуса. С февраля 1804 года — член Сената Франции.
Умер 3 февраля 1809 года в Париже, похоронен в парижском Пантеоне.